# Restauración (ort)
Restauración är en ort i Dominikanska republiken.   Den ligger i provinsen Dajabón, i den västra delen av landet, 200 km nordväst om huvudstaden Santo Domingo. Restauración ligger 583 meter över havet och antalet invånare är 2 031.
Terrängen runt Restauración är huvudsakligen kuperad, men den allra närmaste omgivningen är platt. Runt Restauración är det ganska tätbefolkat, med 80 invånare per kvadratkilometer. Närmaste större samhälle är Loma de Cabrera, 16,3 km nordost om Restauración. I omgivningarna runt Restauración växer huvudsakligen savannskog.